# Bosznia-Hercegovina nemzeti parkjainak listája

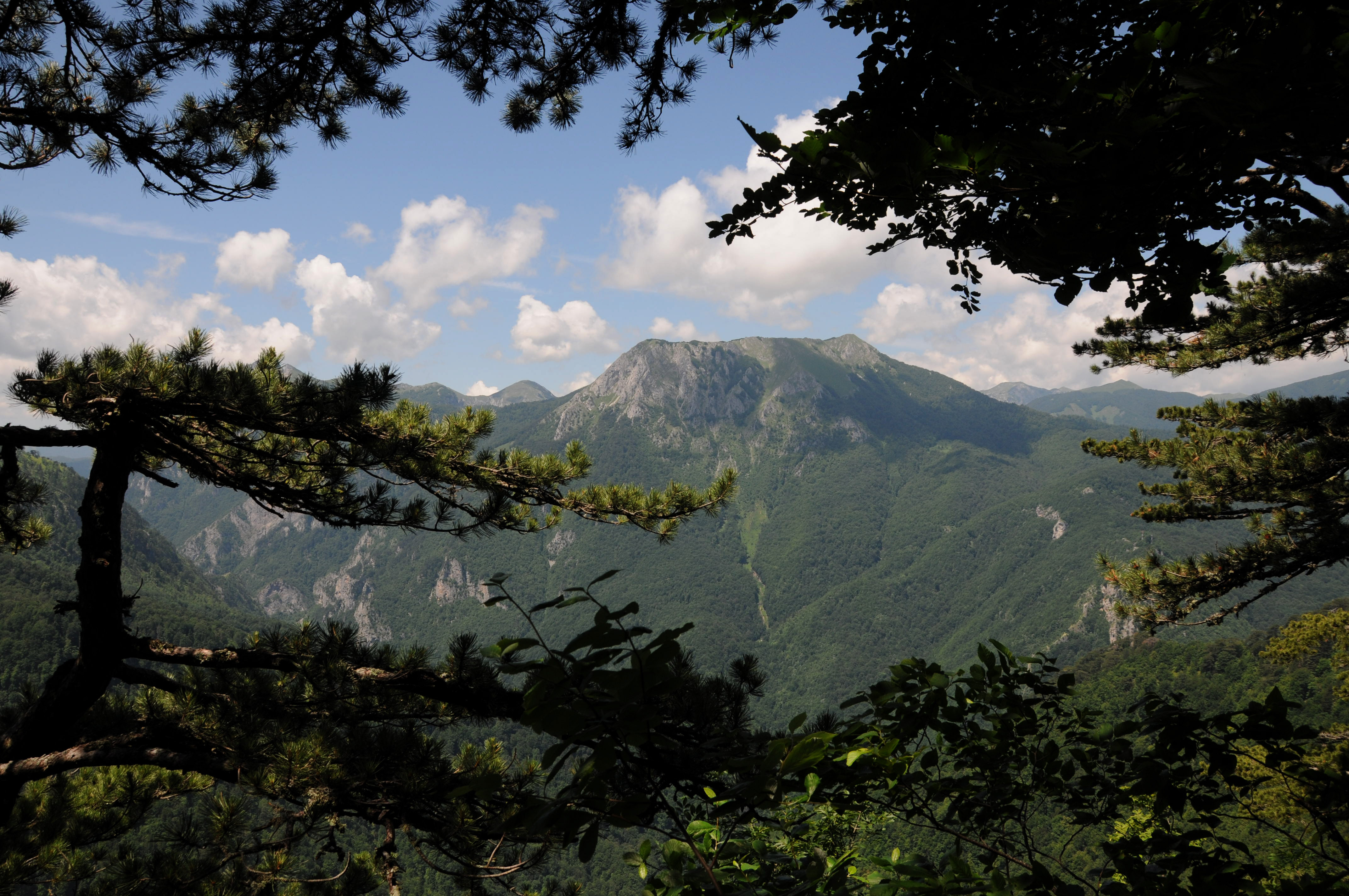
A Sutjeska Nemzeti Parkban található a Perućica őserdő

A következő lista Bosznia-Hercegovina nemzeti parkjait tartalmazza:
Bosznia-Hercegovina nemzeti parkjai:
| Név                   | Alapítás  | Terület (ha)       | Térkép | Kép |
| --------------------- | --------- | ------------------ | --- | --- |
| Sutjeska Nemzeti Park | 1962      | 16 054 (16 052,34) | |     |
| Kozara Nemzeti Park   | 1967      | 3 908 (3907,54)    | Bosznia-Hercegovina nemzeti parkjainak listája (Bosznia-Hercegovina) · Bosznia-Hercegovina nemzeti parkjainak listája |     |
| Una Nemzeti Park      | 2008      | 19 800             | Bosznia-Hercegovina nemzeti parkjainak listája (Bosznia-Hercegovina) · Bosznia-Hercegovina nemzeti parkjainak listája |     |
| Drina Nemzeti Park    | 2017      | 6 315              | Bosznia-Hercegovina nemzeti parkjainak listája (Bosznia-Hercegovina) · Bosznia-Hercegovina nemzeti parkjainak listája |     |
| Összesen:             | Összesen: | 46 077             | |     |

## Fordítás
Ez a szócikk részben vagy egészben  a   List of protected areas of Bosnia and Herzegovina című angol Wikipédia-szócikk ezen változatának fordításán alapul.  Az eredeti cikk szerkesztőit annak laptörténete sorolja fel. Ez a jelzés csupán a megfogalmazás eredetét és a szerzői jogokat jelzi, nem szolgál a cikkben szereplő információk forrásmegjelöléseként.